# Distretti congressuali della Virginia

Distretti congressuali della Virginia

Lo Stato della Virginia è diviso in 11 distretti congressuali, ognuno rappresentato da un rappresentante alla Camera dei rappresentanti degli Stati Uniti.
I distretti sono attualmente rappresentati al 119º Congresso degli Stati Uniti d'America da 6 democratici e da 5 repubblicani.

## Distretti e rispettivi rappresentanti
| Distretto | Rappresentante     | Partito      | CPVI | In carica dal    | Mappa del distretto |
| --------- | ------------------ | ------------ | ---- | ---------------- | ------------------- |
| 1°        | Rob Wittman        | Repubblicano | R+3  | 11 dicembre 2007 |                     |
| 2°        | Jen Kiggans        | Repubblicano | EVEN | 3 gennaio 2023   |                     |
| 3°        | Bobby Scott        | Democratico  | D+18 | 3 gennaio 1993   |                     |
| 4°        | Jennifer McClellan | Democratico  | D+17 | 7 marzo 2023     |                     |
| 5°        | John McGuire       | Repubblicano | R+6  | 3 gennaio 2025   |                     |
| 6°        | Ben Cline          | Repubblicano | R+12 | 3 gennaio 2019   |                     |
| 7°        | Eugene Vindman     | Democratico  | D+2  | 3 gennaio 2025   |                     |
| 8°        | Don Beyer          | Democratico  | D+26 | 3 gennaio 2015   |                     |
| 9°        | Morgan Griffith    | Repubblicano | R+22 | 3 gennaio 2011   |                     |
| 10°       | Suhas Subramanyam  | Democratico  | D+6  | 3 gennaio 2025   |                     |
| 11°       | Gerry Connolly     | Democratico  | D+18 | 3 gennaio 2009   |                     |

## Cronologia delle configurazioni
Le tabelle riportano le mappe dei confini dei distretti congressuali dello stato della Virginia, presentati in maniera cronologica. Vengono mostrati tutti i cicli di modifica periodica dei distretti dal 1973 ad oggi.
| Anno      | Cartina dello stato | Dettaglio del Norfolk |
| --------- | ------------------- | --------------------- |
| 1973–1982 |                     |                       |
| 1983–1992 |                     |                       |
| 1993–1994 |                     |                       |
| 1995–1998 |                     |                       |
| 1999–2002 |                     |                       |
| 2003–2013 |                     |                       |
| 2013–2017 |                     |                       |
| 2017-2023 |                     |                       |
| Dal 2023  |                     |                       |

## Distretti obsoleti
- Distretto congressuale at-large della Virginia
- 12º Distretto congressuale della Virginia
- 13º Distretto congressuale della Virginia
- 14º Distretto congressuale della Virginia
- 15º Distretto congressuale della Virginia
- 16º Distretto congressuale della Virginia
- 17º Distretto congressuale della Virginia
- 18º Distretto congressuale della Virginia
- 19º Distretto congressuale della Virginia
- 20º Distretto congressuale della Virginia
- 21º Distretto congressuale della Virginia
- 22º Distretto congressuale della Virginia
- 23º Distretto congressuale della Virginia